# Maria Felchlin
Maria Felchlin (* 18. Juni 1899 in Olten; † 12. November 1987 ebenda) war eine Schweizer Ärztin und die erste praktizierende Ärztin des Kantons Solothurn sowie eine Vorkämpferin für das Frauenstimmrecht in der Schweiz.

## Leben
Nach der Matura an der Kantonsschule Aarau studierte Felchlin Medizin an den Universitäten Zürich und Kiel. Sie wurde 1926 beim Augenarzt Alfred Vogt in Zürich promoviert. Ab 1929 praktizierte sie als Ärztin in Olten. Während des Zweiten Weltkrieges diente Felchlin als Sanitätsoberleutnant bei den Luftschutztruppen.
Als Mitglied der Freisinnig-demokratischen Partei setzte sie sich für die Einführung des Frauenstimmrechts ein. Sie war in zahlreichen Organisationen tätig, so zum Beispiel als Präsidentin in der Schweizerischen Arbeitsgemeinschaft Frau und Demokratie. 1964 gründete sie die Dr.-Ida-Somazzi-Stiftung für Frauenförderung und stiftete den Ida-Somazzi-Preis.
Daneben war sie auch noch schriftstellerisch tätig für verschiedene Zeitungen und für die Oltner Neujahrsblätter. 1972 wurde Felchlin als erste Frau mit dem Kulturpreis des Kantons Solothurn ausgezeichnet. 2020 erhielt sie ein Denkmal auf dem seit 1996 nach ihr benannten Platz vor der Friedenskirche Olten.
Felchlin sammelte Matzendorfer Geschirr aus dem solothurnischen Bezirk Thal und schrieb wissenschaftliche Artikel darüber. Dafür verlieh ihr die Gemeinde Matzendorf das Ehrenbürgerrecht. 1968 schenkte sie ihre Sammlung der Gemeinde. Das Material ist als Maria-Felchlin-Sammlung in der Nähe des Thaler Keramikmuseums ausgestellt. Den Hauptteil der Sammlung stellen Biedermeier-Fayencen aus dem 19. Jahrhundert dar.